# بیخوویتسه
بیخوویتسه (به چکی: Běchovice) یک منطقهٔ مسکونی در جمهوری چک است که در پراگ واقع شده‌است. بیخوویتسه ۴٬۰۳۸ نفر جمعیت دارد.